# Handball-Weltmeisterschaft der Frauen 1990
Die 10. Handball-Weltmeisterschaft der Frauen wurde vom 24. November bis zum 4. Dezember 1990 in Südkorea ausgetragen. Insgesamt traten 16 Mannschaften zunächst in einer Vorrunde in vier Gruppen gegeneinander an. Anschließend folgte die Hauptrunde mit je sechs Mannschaften in zwei Gruppen sowie die Platzierungsrunde der Gruppenletzten um die Plätze 13 bis 16. Abschließend wurden die Platzierungsspiele um die Plätze 3 bis 12 und das Finale ausgetragen. Die Sowjetunion wurde durch einen 24:22-Sieg gegen Jugoslawien zum dritten Mal in Folge Weltmeister. Obwohl die Deutsche Wiedervereinigung bereits vollzogen war, traten zwei deutsche Mannschaften an. Am 4. Dezember trafen diese im Spiel um Platz 3 aufeinander.

## Vorrunde
In einer Vorrunde traten die Teilnehmer in vier Gruppen mit je vier Mannschaften gegeneinander an. Die jeweils besten drei Teams jeder Gruppe qualifizierten sich für die Finalrunde.

### Gruppe A
| Pl. | Land        | Sp. | S | U | N | Tore    | Diff. | Punkte |
| --- | ----------- | --- | - | - | - | ------- | ----- | ------ |
| 1.  | Jugoslawien | 3   | 3 | 0 | 0 | 063:540 | +9    | 6      |
| 2.  | Deutschland | 3   | 2 | 0 | 1 | 056:510 | +5    | 4      |
| 3.  | Polen       | 3   | 1 | 0 | 2 | 065:590 | +6    | 2      |
| 4.  | Frankreich  | 3   | 0 | 0 | 3 | 049:690 | −20   | 0      |

| Datum         | Team 1            |   | Team 2            | Resultat      |
| ------------- | ----------------- | - | ----------------- | ------------- |
| 24. Nov. 1990 | Jugoslawien       | – | Polen             | 19:18 (9:9)   |
| 24. Nov. 1990 | Deutschland (DHB) | – | Frankreich        | 17:12 (6:5)   |
| 25. Nov. 1990 | Jugoslawien       | – | Frankreich        | 23:18 (11:7)  |
| 25. Nov. 1990 | Deutschland (DHB) | – | Polen             | 21:18 (11:7)  |
| 27. Nov. 1990 | Jugoslawien       | – | Deutschland (DHB) | 21:18 (10:9)  |
| 27. Nov. 1990 | Polen             | – | Frankreich        | 29:19 (17:10) |

### Gruppe B
| Pl. | Land                | Sp. | S | U | N | Tore    | Diff. | Punkte |
| --- | ------------------- | --- | - | - | - | ------- | ----- | ------ |
| 1.  | Volksrepublik China | 3   | 3 | 0 | 0 | 067:580 | +9    | 6      |
| 2.  | Österreich          | 3   | 1 | 1 | 1 | 061:610 | ±0    | 3      |
| 3.  | Südkorea            | 3   | 1 | 0 | 2 | 074:720 | +2    | 2      |
| 4.  | Schweden            | 3   | 0 | 1 | 2 | 061:720 | −11   | 1      |

| Datum         | Team 1     |   | Team 2     | Resultat      |
| ------------- | ---------- | - | ---------- | ------------- |
| 24. Nov. 1990 | China      | – | Schweden   | 17:15 (9:7)   |
| 24. Nov. 1990 | Österreich | – | Südkorea   | 19:18 (9:9)   |
| 25. Nov. 1990 | China      | – | Südkorea   | 28:22 (13:14) |
| 25. Nov. 1990 | Österreich | – | Schweden   | 21:21 (12:12) |
| 27. Nov. 1990 | China      | – | Österreich | 22:21 (14:12) |
| 27. Nov. 1990 | Südkorea   | – | Schweden   | 34:25 (15:11) |

### Gruppe C
| Pl. | Land        | Sp. | S | U | N | Tore    | Diff. | Punkte |
| --- | ----------- | --- | - | - | - | ------- | ----- | ------ |
| 1.  | Sowjetunion | 3   | 3 | 0 | 0 | 070:520 | +18   | 6      |
| 2.  | Deutschland | 3   | 2 | 0 | 1 | 071:560 | +15   | 4      |
| 3.  | Dänemark    | 3   | 1 | 0 | 2 | 058:510 | +7    | 2      |
| 4.  | Angola      | 3   | 0 | 0 | 3 | 038:780 | −40   | 0      |

| Datum         | Team 1            |   | Team 2            | Resultat     |
| ------------- | ----------------- | - | ----------------- | ------------ |
| 24. Nov. 1990 | Sowjetunion       | – | Dänemark          | 21:17 (12:9) |
| 24. Nov. 1990 | Deutschland (DHV) | – | Angola            | 28:16 (14:9) |
| 25. Nov. 1990 | Sowjetunion       | – | Angola            | 28:15 (13:6) |
| 25. Nov. 1990 | Deutschland (DHV) | – | Dänemark          | 23:19 (12:8) |
| 27. Nov. 1990 | Dänemark          | – | Angola            | 22:7 (7:2)   |
| 27. Nov. 1990 | Sowjetunion       | – | Deutschland (DHV) | 21:20 (12:9) |

### Gruppe D
| Pl. | Land      | Sp. | S | U | N | Tore    | Diff. | Punkte |
| --- | --------- | --- | - | - | - | ------- | ----- | ------ |
| 1.  | Norwegen  | 3   | 3 | 0 | 0 | 062:520 | +10   | 6      |
| 2.  | Rumänien  | 3   | 2 | 0 | 1 | 064:490 | +15   | 4      |
| 3.  | Bulgarien | 3   | 1 | 0 | 2 | 068:600 | +8    | 2      |
| 4.  | Kanada    | 3   | 0 | 0 | 3 | 061:940 | −33   | 0      |

| Datum         | Team 1    |   | Team 2    | Resultat      |
| ------------- | --------- | - | --------- | ------------- |
| 24. Nov. 1990 | Norwegen  | – | Bulgarien | 22:18 (13:8)  |
| 24. Nov. 1990 | Rumänien  | – | Kanada    | 34:19 (18:7)  |
| 25. Nov. 1990 | Rumänien  | – | Bulgarien | 28:14 (13:7)  |
| 25. Nov. 1990 | Norwegen  | – | Kanada    | 27:22 (15:11) |
| 27. Nov. 1990 | Norwegen  | – | Rumänien  | 13:12 (7:8)   |
| 27. Nov. 1990 | Bulgarien | – | Kanada    | 33:20 (14:8)  |

## Hauptrunde
In einer Hauptrunde traten die Teilnehmer in zwei Gruppen mit je sechs Mannschaften gegeneinander an. Ergebnisse untereinander aus der Vorrunde wurden übernommen.

### Gruppe 1
| Pl. | Land                | Sp. | S | U | N | Tore      | Diff. | Punkte |
| --- | ------------------- | --- | - | - | - | --------- | ----- | ------ |
| 1.  | Jugoslawien         | 5   | 4 | 0 | 1 | 0124:1020 | +22   | 8      |
| 2.  | Deutschland         | 5   | 3 | 0 | 2 | 0109:1000 | +9    | 6      |
| 3.  | Österreich          | 5   | 3 | 0 | 2 | 0101:1110 | −10   | 6      |
| 4.  | Volksrepublik China | 5   | 3 | 0 | 2 | 0108:1190 | −11   | 6      |
| 5.  | Polen               | 5   | 2 | 0 | 3 | 0117:1030 | +14   | 4      |
| 6.  | Südkorea            | 5   | 0 | 0 | 5 | 0111:1350 | −24   | 0      |

Aus der Vorrunde übernommene Ergebnisse
| Team 1            |   | Team 2            | Resultat      |
| ----------------- | - | ----------------- | ------------- |
| Jugoslawien       | – | Polen             | 19:18 (9:9)   |
| Österreich        | – | Südkorea          | 19:18 (19:19) |
| Deutschland (DHB) | – | Polen             | 21:18 (8:7)   |
| China             | – | Südkorea          | 28:22 (14:13) |
| Jugoslawien       | – | Deutschland (DHB) | 21:18 (10:9)  |
| China             | – | Österreich        | 22:21 (14:12) |

In der Hauptrunde gespielt
| Datum         | Team 1            |   | Team 2            | Resultat      |
| ------------- | ----------------- | - | ----------------- | ------------- |
| 29. Nov. 1990 | Österreich        | – | Deutschland (DHB) | 24:20 (13:8)  |
| 29. Nov. 1990 | Polen             | – | China             | 31:17 (12:10) |
| 29. Nov. 1990 | Jugoslawien       | – | Südkorea          | 28:24 (12:15) |
| 1. Dez. 1990  | Jugoslawien       | – | Österreich        | 30:15 (14:6)  |
| 1. Dez. 1990  | Deutschland (DHB) | – | China             | 19:14 (10:7)  |
| 1. Dez. 1990  | Polen             | – | Südkorea          | 29:24 (17:13) |
| 2. Dez. 1990  | China             | – | Jugoslawien       | 27:26 (17:10) |
| 2. Dez. 1990  | Österreich        | – | Polen             | 22:21 (13:9)  |
| 2. Dez. 1990  | Deutschland (DHB) | – | Südkorea          | 31:23 (11:15) |

### Gruppe 2
| Pl. | Land        | Sp. | S | U | N | Tore      | Diff. | Punkte |
| --- | ----------- | --- | - | - | - | --------- | ----- | ------ |
| 1.  | Sowjetunion | 5   | 5 | 0 | 0 | 0126:1060 | +20   | 10     |
| 2.  | Deutschland | 5   | 3 | 1 | 1 | 0111:900  | +21   | 7      |
| 3.  | Norwegen    | 5   | 3 | 0 | 2 | 089:900   | −1    | 6      |
| 4.  | Rumänien    | 5   | 1 | 1 | 3 | 090:1000  | −10   | 3      |
| 5.  | Dänemark    | 5   | 1 | 0 | 4 | 097:1030  | −6    | 2      |
| 6.  | Bulgarien   | 5   | 1 | 0 | 4 | 099:1230  | −24   | 2      |

Aus der Vorrunde übernommene Ergebnisse
| Team 1            |   | Team 2            | Resultat      |
| ----------------- | - | ----------------- | ------------- |
| Sowjetunion       | – | Dänemark          | 21:17 (12:9)  |
| Norwegen          | – | Bulgarien         | 22:18 (13:8)  |
| Deutschland (DHV) | – | Dänemark          | 23:19 (12:8)  |
| Rumänien          | – | Bulgarien         | 18:17 (11:10) |
| Sowjetunion       | – | Deutschland (DHV) | 21:20 (12:9)  |
| Norwegen          | – | Rumänien          | 13:12 (7:8)   |

In der Hauptrunde gespielt
| Datum         | Team 1            |   | Team 2    | Resultat      |
| ------------- | ----------------- | - | --------- | ------------- |
| 29. Nov. 1990 | Sowjetunion       | – | Bulgarien | 33:23 (18:10) |
| 29. Nov. 1990 | Deutschland (DHV) | – | Rumänien  | 15:15 (6:8)   |
| 29. Nov. 1990 | Norwegen          | – | Dänemark  | 20:16 (15:12) |
| 1. Dez. 1990  | Sowjetunion       | – | Rumänien  | 29:26 (18:12) |
| 1. Dez. 1990  | Deutschland (DHV) | – | Norwegen  | 22:14 (10:6)  |
| 1. Dez. 1990  | Bulgarien         | – | Dänemark  | 20:19 (11:9)  |
| 2. Dez. 1990  | Sowjetunion       | – | Norwegen  | 22:20 (11:10) |
| 2. Dez. 1990  | Dänemark          | – | Rumänien  | 26:19 (13:9)  |
| 2. Dez. 1990  | Deutschland (DHV) | – | Bulgarien | 31:21 (18:7)  |

## Trostrunde (Plätze 13–16)
Die Gruppenletzten aus der Vorrunde traten in einer Platzierungsrunde um die Plätze 13 bis 16 gegeneinander an.
| Pl. | Land       | Sp. | S | U | N | Tore    | Diff. | Punkte |
| --- | ---------- | --- | - | - | - | ------- | ----- | ------ |
| 13. | Schweden   | 3   | 3 | 0 | 0 | 076:470 | +29   | 6      |
| 14. | Frankreich | 3   | 2 | 0 | 1 | 065:680 | −3    | 4      |
| 15. | Kanada     | 3   | 1 | 0 | 2 | 062:660 | −4    | 2      |
| 16. | Angola     | 3   | 0 | 0 | 3 | 055:770 | −22   | 0      |

| Datum         | Team 1     |   | Team 2     | Resultat      |
| ------------- | ---------- | - | ---------- | ------------- |
| 29. Nov. 1990 | Schweden   | – | Kanada     | 21:16 (10:8)  |
| 29. Nov. 1990 | Frankreich | – | Angola     | 24:20 (12:10) |
| 1. Dez. 1990  | Schweden   | – | Angola     | 28:14 (13:7)  |
| 1. Dez. 1990  | Frankreich | – | Kanada     | 24:21 (10:9)  |
| 2. Dez. 1990  | Kanada     | – | Angola     | 25:21 (13:10) |
| 2. Dez. 1990  | Schweden   | – | Frankreich | 27:17 (14:9)  |

## Finalrunde

### Spiel um Platz 11
| Datum        | Team 1   |   | Team 2    | Resultat     |
| ------------ | -------- | - | --------- | ------------ |
| 4. Dez. 1990 | Südkorea | – | Bulgarien | 36:23 (20:9) |

### Spiel um Platz 9
| Datum        | Team 1 |   | Team 2   | Resultat     |
| ------------ | ------ | - | -------- | ------------ |
| 4. Dez. 1990 | Polen  | – | Dänemark | 27:26 (11:7) |

### Spiel um Platz 7
| Datum        | Team 1   |   | Team 2 | Resultat      |
| ------------ | -------- | - | ------ | ------------- |
| 4. Dez. 1990 | Rumänien | – | China  | 25:19 (13:10) |

### Spiel um Platz 5
| Datum        | Team 1     |   | Team 2   | Resultat     |
| ------------ | ---------- | - | -------- | ------------ |
| 4. Dez. 1990 | Österreich | – | Norwegen | 23:19 (16:9) |

### Spiel um Platz 3
| Datum        | Team 1            |   | Team 2            | Resultat     |
| ------------ | ----------------- | - | ----------------- | ------------ |
| 4. Dez. 1990 | Deutschland (DHV) | – | Deutschland (DHB) | 25:19 (12:7) |

## Finale
Im Finale besiegte das Team aus Sowjetunion die Mannschaft von Jugoslawien vor 2.000 Zuschauern in Seoul mit 24:22 (14:9).
| Datum        | Team 1      |   | Team 2      | Resultat     |
| ------------ | ----------- | - | ----------- | ------------ |
| 4. Dez. 1990 | Sowjetunion | – | Jugoslawien | 24:22 (14:9) |

## Abschlussplatzierungen
| Rang   | Mannschaft          |
| ------ | ------------------- |
| Gold   | Sowjetunion         |
| Silber | Jugoslawien         |
| Bronze | Deutschland (DHV)   |
| 04     | Deutschland (DHB)   |
| 05     | Österreich          |
| 06     | Norwegen            |
| 07     | Rumänien            |
| 08     | Volksrepublik China |
| 09     | Polen               |
| 10     | Dänemark            |
| 11     | Südkorea            |
| 12     | Bulgarien           |
|        |                     |
| 13     | Schweden            |
| 14     | Frankreich          |
| 15     | Kanada              |
| 16     | Angola              |